# Lone Fighter
Lone Fighter er en amerikansk stumfilm fra 1923 af Albert Russell.

## Medvirkende
- J.B. Warner som Certain Lee
- Vester Pegg som Harvey Bates
- Josephine Hill som Rose Trimball
- Joe Ryan som Macklyn Vance
- Jim Gamble som Patrick Trimball